# Montezumina maya
Montezumina maya är en insektsart som beskrevs av Nickle 2001. Montezumina maya ingår i släktet Montezumina och familjen vårtbitare. Inga underarter finns listade i Catalogue of Life.